# Allophryne resplendens
Allophryne resplendens é uma espécie de anfíbio da família Allophrynidae. É endêmica do Peru, onde pode ser encontrada em apenas duas localidades de floresta amazônica na região de Loreto. Existe a possibilidade da espécie também ocorrer no Brasil.